# Le Prince bâtard
Le Prince bâtard (titre original : The Willful Princess and the Piebald Prince) est un roman court de fantasy de l'écrivain américain Robin Hobb publié en 2013 puis traduit en français et publié la même année. Il constitue un prélude à L'Assassin royal.

## Résumé
La princesse Prudence Loinvoyant, fille du roi Viril et de la reine Capable du royaume des Six-Duchés, est élevée en compagnie de Félicité, la fille de sa nourrice. Les deux filles, bien qu'issues de deux catégories sociales très distinctes, deviennent amies. Fille unique choyée par ses parents, Prudence prend l'habitude de tout obtenir d'eux et de pouvoir agir à sa guise, sans craindre le courroux de ses parents. Quand arrive pour elle le temps des prétendants, elle les repousse tous, sous différents prétextes pour cacher qu'elle seule souhaite décider qui partagera sa vie. L'absence d'héritier au trône des Six-Duchés fait naître des espoirs dans la famille du duc de Cerf, Stratégie Loinvoyant, le frère cadet du roi Viril.
La princesse Prudence, âgée d'une vingtaine d'années, rencontre lors d'une foire aux bestiaux un esclave chalcédien s'occupant des chevaux de son maître, marchand de Chalcède. Totalement attiré par cet esclave du nom de Losleur, elle achète un cheval taché mais également la liberté de l'esclave qui semble être le seul à pouvoir s'occuper de la bête. Il possède en effet le Vif, une magie plus ou moins héréditaire permettant de partager les pensées des animaux. Elle en fait son serviteur puis très vite son maître d'écurie. Au grand dam de Félicité, elle en fait également son amant, sans que personne d'autre ne soit au courant. Elle tombe ensuite enceinte et Félicité, sous les conseils de sa mère, jette son dévolu sur un ménestrel du château de Castelcerf pour tenter de tomber également enceinte, en vue de devenir la nourrice du futur enfant de Prudence
Neuf mois plus tard, l'accouchement de la princesse se passe dans la douleur et son fils, Chargeur Loinvoyant, naît avec des taches rouges rappelant la robe pie du cheval de Losleur et lui valant le surnom de prince Pie. Prudence ne survit pas à son accouchement et c'est Félicité qui est chargée de s'occuper de Chargeur, qu'elle élève en compagnie de son propre fils, Cardinal. Cet enfant royal, prince bâtard, anéantit les espoirs de la famille du duc de Cerf d'accéder au trône des Six-Duchés.
Les années passent et le prince Chargeur s'avère être un enfant studieux et réfléchi, doté comme son père du Vif. Habile Loinvoyant, fils de Stratégie, duc de Cerf, a les mêmes prétentions au trône que son père. La venue au château de Castelcerf de dame Veffenne attise l'opposition entre Habile et le prince Chargeur. En effet, elle semble également attirée par chacun d'eux et ces derniers semblent y voir un parfait terrain d'opposition, tout comme leurs cours respectives. Lors d'une échauffourée entre les deux camps, le sang coule mais malheureusement, le blessé, sire Ulder, périt plusieurs jours après d'une infection de sa blessure infligée par sire Elangagne, un partisan du prince Pie. En représailles, plusieurs des animaux de Vif des suiveurs de Chargeur sont tués une nuit par sire Curl, frère de sire Ulder. À ce moment-là, dame Veffrene, qui avait jeté son dévolu sur Habile, change d'avis et se place aux côtés du prince Chargeur. La mort du roi Viril sur ces entrefaites met de l'huile sur le feu car Chargeur Loinvoyant est couronné roi et il choisit de prôner une clémence qui ne fait qu'attiser la haine entre les deux camps. Dame Veffenne, au vu de ce qu'elle pense être une terrible erreur, change une nouvelle fois d'avis et retourne avec Habile Loinvoyant.
Plusieurs mois passent et le mariage entre dame Veffenne et Habile est célébré au château royal de CastelCerf. Ce mariage est une nouvelle occasion pour les partisans de Chargeur et d'Habile de s'affronter. Une nuit, la jeune fille de sire Curl est assassinée dans les écuries, au même endroit où les animaux de Vif avaient été tués. Sire Elangagne apparaît alors comme le coupable idéal. Une fois encore, plutôt que de châtier sire Curl et sire Elangagne, le roi choisit de ne rien faire, manquant de preuves. Il commet alors l'imprudence de se promener seul dans les jardins royaux et il y est assassiné par Habile Loinvoyant et ses suivants. Ces derniers affirment ensuite que le roi a tué l'un d'eux puis s'est enfui. Le royaume se retrouve alors sans personne à sa tête et il s'ensuit plusieurs jours de folie et d'affrontements où toutes les personnes connues pour posséder le Vif sont tuées, ainsi que leur partisans. C'est à ce moment que naît la coutume de démembrer les corps de ceux doués du Vif puis de les brûler au-dessus de l'eau.
Deux mois après, les signes de grossesse de dame Veffenne sont visibles et peu après, alors que la rumeur de la mort de Chargeur n'a cessé de croître, Habile coiffe la couronne des Six-Duchés, promettant de redonner à la lignée royale un sang pur par la naissance à venir de son enfant. Il fait déclamer par un ménestrel sa vision de la vérité : le roi Chargeur aurait tué un des partisans d'Habile puis il se serait transformé en plusieurs animaux comme soi-disant peuvent le faire ceux doués du Vif afin affronter Habile ; ce dernier aurait finalement réussi à le terrasser.
Quelques mois plus tard, la reine Veffenne Loinvoyant donne naissance à un fils, le prince Courage Loinvoyant. La marque de naissance qu'il porte au bras gauche permet à la seule Félicité de déduire que son père n'est pas le roi Habile mais le défunt roi Chargeur qui portait la même marque au bras gauche.

## Personnages

### Viril Loinvoyant
Il est le roi des Six-Duchés. Il est marié avec Capable avec qui il a eu un unique enfant, la princesse Prudence.

### Capable Loinvoyant
Elle est la reine des Six-Duchés. Elle est mariée au Roi Viril Loinvoyant avec qui elle a eu un unique enfant, la princesse Prudence. Elle a tendance à accepter toutes les demandes de sa fille et à tout lui pardonner ; elle modère également les réactions de son mari vis-à-vis de sa fille.

### Prudence Loinvoyant
Elle est la fille du roi Viril et de la reine Capable. Elle a vécu toute son enfance en compagnie de Félicité, la fille de sa nourrice de même âge qu'elle.

### Félicité
Elle est la fille de la nourrice de la princesse Prudence. Les années passées en sa compagnie l'ont amené à devenir son amie et sa confidente même si elles font partie de deux catégories sociales bien distinctes.

### Losleur
Il est l'esclave chalcédien d'un négociant de Chalcède. Il possède l'art du Vif. Prudence le rencontre lors d'une foire au bestiaux ; elle achète un cheval au négociant ainsi que la liberté de Losleur dont elle fait immédiatement son serviteur. Il deviendra son amant et le père de son fils Chargeur.

### Chargeur Loinvoyant
Il est le fils bâtard de Prudence et de Losleur. Officiellement, personne ne connaît son père mais les taches rouges qui ornent son corps et surtout son visage sont caractéristiques du cheval de Losleur ainsi que de tous les poulains qu'il a engendrés. Il devient roi au décès de son grand-père Viril. Il possède comme son père le Vif et est surnommé le prince Pie du fait de ses taches rouges.

### Habile Loinvoyant
Il est le fils de Stratégie Loinvoyant, duc de Cerf et frère du roi Viril.

### Cuivre Chantciselle
Il est un ménestrel au château de Castelcerf. Félicité jette son dévolu sur lui quand sa mère lui ordonne d'avoir un enfant en même temps que Prudence.

### Cardinal Vérichanteur
Il est le fils de Félicité et de Cuivre Chantciselle. Il passe son enfance en compagnie du prince Chargeur dont sa mère est la nourrice.

### Veffenne Loinvoyant
Elle est la fille d'un seigneur de Béarns. Dès son arrivée à la cour du roi Viril, Chargeur et Habile s'éprennent d'elle tandis qu'elle peine à choisir parmi ces deux prétendants.

## Éditions
- The Willful Princess and the Piebald Prince, Subterranean Press, 28 février 2013, 184 p.  (ISBN 978-1596065444)
- Le Prince bâtard, Pygmalion, 6 novembre 2013, trad. Arnaud Mousnier-Lompré, 149 p.  (ISBN 978-2756410739)
- Le Prince bâtard, J'ai lu, coll. « Science-fiction » no 10960, 7 janvier 2015, trad. Arnaud Mousnier-Lompré, 160 p.  (ISBN 978-2290102596)